# حسین‌آباد (گالیکش)
حسین‌آباد، روستایی است از توابع بخش گالیکش شهرستان مینودشت در استان گلستان ایران.

## جمعیت
این روستا در دهستان ینقاق قرار داشته و بر اساس سرشماری سال ۱۳۸۵ جمعیت آن ۶۸۵ نفر (۱۵۸ خانوار)
بوده است.